# مومیایی
| , | H | A۵۳ |

| , | H | A۵۳ |

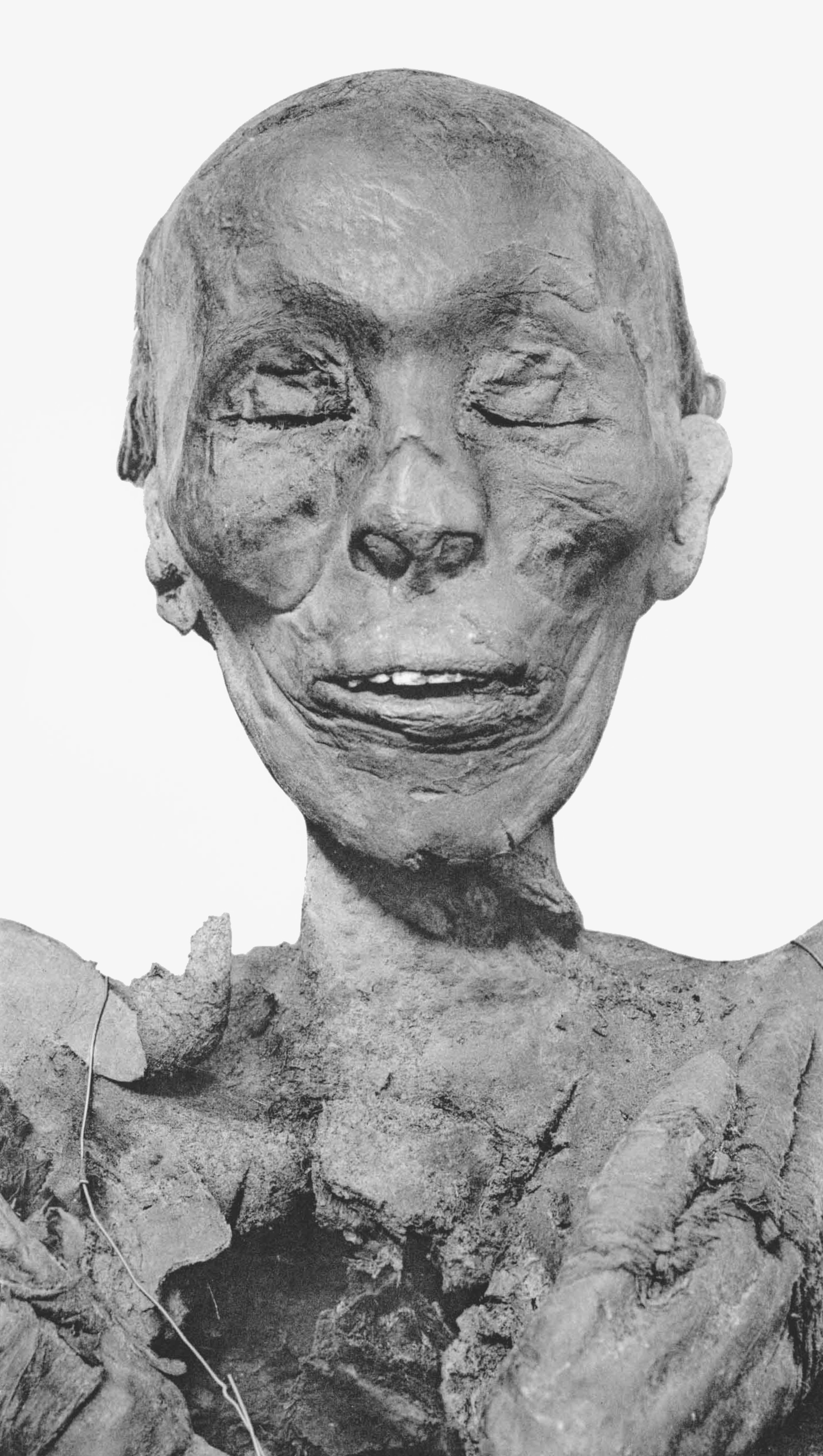
سر مومیایی شده تحوتموس دوم

تابوت‌های مومیایی خاندان سلطنتی مصر از جنس چوب آبنوس در موزه بریتانیا.

مومیایی به جسدی گفته می‌شود که پوست و گوشت خشک شده آن در اثر تماس عمدی یا تصادفی با مواد شیمیایی، سرمای فوق‌العاده زیاد، رطوبت بسیار پایین یا نبود هوا حفظ شده‌است.
مومیایی کردن، روشی برای حفظ جسد است که مصری‌ها امعا و احشا و مغز را پیش از خواباندن جسد در سدیم‌کربنات از بدن خارج می‌کردند و سپس در نوارهای پارچه‌ای می‌پیچیدند.
مومیایی کردن اجساد فراعنه، اشراف و فرمانروایان در مصر باستان مرسوم بوده‌است.
مصری‌ها مومیایی کردن را از حدود سال ۳۰۰۰ ق.م شروع کردند، اما مومیایی‌های مربوط به ۶۰۰۰ سال پیش‌از میلاد در منطقه‌ی چینچوروس کشف شده‌است که نشان می‌دهد سرخ‌پوستان پیش‌از مصری‌ها دست به مومیایی‌کردن زدند.
در سال‌های اخیر چندین فیلم سینمایی نیز به نام مومیایی ساخته شده‌است.

## مومیایی‌ها در مصر
مصریان باستان معتقد بودند که روح فرعون برای سفر به زندگی دوباره به یک کالبد نیاز دارد. به علاوه، اگر اجازه داده می‌شد تا بدن بعد از مرگ بپوسد، روح محکوم می‌شد که تا ابد به تنهایی بگردد. مصری‌ها می‌خواستند از سفر موفق حکمرانشان به جهان دیگر مطمئن باشند، جایی که بر اساس اعتقاد آن‌ها حاکم می‌توانست امنیت مردمش را تا ابد تضمین کند. به همین دلیل آن‌ها شیوهٔ خاصی را به نام مومیایی کردن ابداع کردند که پیکر فرعون و نیز اعضای خانوادهٔ او و اشراف برگزیده را که اجازه ورود به جهان زیرین را داشتند، حفظ می‌کرد.
هنگامی که فرعون می‌مرد، مستخدمان بدن او را به معبدی نزدیک آرامگاهش می‌بردند. ابتدا کاهن حنوط‌کننده بدن حاکم را به آرامی روی یک میز باریک قرار می‌داد و اندام‌های داخلی‌اش را تخلیه می‌کرد تا مانع پوسیدگی شود. سپس از طریق بینی با یک قلاب دراز مغز را قطعه‌قطعه خارج می‌کردند. تنها اندامی که برداشته نمی‌شد، قلب بود زیرا گمان می‌کردند که مرکز روح باشد. بعد از تخلیهٔ اندام‌ها، بدن فرعون با شراب خرما شستشو داده می‌شد و با صمغ مُر و عطر پُر و دوباره دوخته می‌شد. سپس حنوط گران آن را با ناترون، نوع خاصی از نمک قلیایی، می‌پوشاندند تا مایعات درون بافت‌های بدن خشک شود. بعد از هفتاد روز، بدن خشک شده را در رود نیل می‌شستند و روی پوست روغن و موم می‌مالیدند. سپس پیکر را در نوارهایی از کتان نازک می‌پیچیدند.
اگر تمام این عملیات درست انجام می‌شد، بر اساس اعتقاد مصری‌ها، فرعون مرده به زودی به زندگی باز می‌گشت. هنگامی که بدن مومیایی می‌شد، وقت برگزاری مراسم یادبود فرا می‌رسید. جسد را در سه تابوت بزرگ تودرتو می‌گذاشتند. سپس هر سه تابوت را در یک تابوت بزرگ‌تر سنگی می‌گذاشتند و روی یک پایه تابوت قرار می‌دادند که به آرامگاه کشیده می‌شد.

## از نظر دین اسلام
با این وجود بر سر تعیین تکلیف مومیایی کردن اجساد در اسلام، اختلافاتی وجود دارد. می‌توان گفت برخی از علمای دینی، معتقدند مومیایی کردن بدن مردگان و جلوگیری از تجزیه اجساد، جایز نیست و نباید این کار صورت گیرد.
از بین نمایندگان این دیدگاه می توان به مکارم شیرازی اشاره کرد که در پرسش به استفتایی که پرسیده بود: آیا ورّاث می توانند جسد مورّث خود را به‌جاى دفن در قبر، به صورت مومیایى یا در شیشه الکل نگهداری نماید؟ این کار در صورت عدم جواز، مجازات دارد؟ پاسخ داد: این کار جایز نیست و مشمول تعزیر است مگر در صورتی که ضرورتی ایجاب نماید.
در مقابل، برخی از علمای اسلام، اعلام کرده اند مومیایی کردن اجساد مردگان، ایرادی ندارد. از چهره های این گروه می توان به هاشمی شاهرودی اشاره کرد. او به پرسشی درباره مومیایی کردن مرده‌ی مسلمان پاسخ داد که عنوان کرده بود: آیا مومیایی کردن جنازه مرده‌ی مسلمان جایز است؟ و هاشمی شاهرودی پاسخ داد: در صورتی که قبلاً میّت تجهیز شده باشد (غسل و کفن کاملاً انجام شده باشد) مومیایى کردن میّت مسلمان فی نفسه اشکال ندارد، به‌شرط عدم قطع اجزاء بدن و عدم هرگونه بی احترامی نسبت به حرمت میت مسلمان و عدم تأخیر در کفن و دفن میت.

## علت مومیایی کردن مرده‌ها
مصریان به نوعی از زندگی پس از مرگ اعتقاد داشتند؛ آنها تصور می کردند که برای زنده شدن دوباره، روح نیاز به یک کالبد دارد. بنابراین آنها روش مومیایی را ابداع کردند؛ روشی که به دلیل گران بودن آن معمولا فقط برای فراعنه یا اشراف استفاده می‌شد و می‌گفتند طبقه‌ی ضعیف مصر باید زندگی دوباره را فراموش و به زندگی در همین جهان قناعت کنند.

## حوادث کشف مومیایی

#### جسد مومیایی رضا شاه
رضا پهلوی، فرزند محمدرضا پهلوی در بیانیه ای از احتمال زیاد تعلق مومیایی پیدا شده در شهرری به پدربزرگش خبر داده است.
رضا پهلوی در بیانیه‌ای که در شبکه‌های اجتماعی منتشر کرده، نوشته است: "پس از بررسی تمام شواهد و جوانب، ما به این نتیجه رسیده‌ایم که پیکر پیداشده در شهرری به احتمال بسیار قوی به رضاشاه تعلق دارد."
منابع خبری در ایران دوشنبه از برخورد کارگران حفاری با یک "جسد مومیایی شده" در حرم عبدالعظیم در شهرری و احتمال تعلق آن به رضا شاه پهلوی خبر داده بودند.

#### جسد مومیایی کوروش  (احتمالی)
اخباری مبنی بر کشف مومیایی در اطراف پاسارگاد در فضای‌مجازی منتشر شده‌است که آن را منتسب به کوروش هخامنشی دانسته‌اند. البته، مسئول میراث‌فرهنگی، صنایع دستی و گردشگری پاسارگاد کشف مومیایی در پاسارگاد را شایعه و دروغ اعلام کرد.
در بخشی از لباس زره‌مانندی که این مومیایی پوشیده است، خطوطی شبیه به خط میخی دیده می‌شود.